# Route européenne 371
Pour les articles homonymes, voir Route 371.
La route européenne 371 est une route reliant Radom, en Pologne, à Prešov, en Slovaquie.